# Petre Spânul
Petre Spânul (n. 1894 – d. 1962) a fost un medic veterinar român, membru corespondent (1955) al Academiei Române.